# 斯蒂芬·斯沃特
斯蒂芬·斯沃特（英語：Stephen Swart，1965年1月5日—），生于奥克兰，新西兰男子自行车运动员。他曾代表新西兰参加1986年英联邦运动会自行车比赛，获得一枚银牌。

## 家庭
哥哥杰克·斯沃特。